# Dennis Meadows
Dennis L. Meadows (nascut el 7 de juny de 1942) és un científic estatunidenc, professor emèrit d'Administració de Sistemes, i antic director del Institute for Policy and Social Science Research de la Universitat de Nou Hampshire. És àmpliament conegut per ser coautor de l'article científic Els límits del creixement.

## Biografia
Va començar treballant a l'Institut Tecnològic de Massachusetts (MIT) en la dècada de 1960. Entre 1970 i 1972, al MIT, va ser el director del Club of Rome Project on the Predicament of Mankind del qual va partir el citat informe Els límits del creixement. Posteriorment Meadows ha estat professor titular en les facultats de gestió, enginyeria i ciències socials. Així mateix, ha estat durant molts anys director d'un programa de postgrau basat en els negocis i l'enginyeria. També ha realitzat tallers, i desenvolupat jocs estratègics, alhora que impartia conferències en més de 50 països.
Meadows ha estat director en tres instituts universitaris de recerca: en el MIT, en el Dartmouth College i en la Universitat de nou Hampshire. És a més expresident de la Societat Internacional de Dinàmica de Sistemes, i de l'Associació Internacional de Simulació i Jocs.
També ha estat consultor per a governs, la indústria i grups sense ànims de lucre per a l'administració dels Estats Units i altres països. Va ser cofundador del Grup Balaton, una xarxa internacional de professionals de més de 30 nacions, que analitzen temes sobre la ciència, la política pública i el desenvolupament sostenible.
Ha rebut nombrosos premis internacionals pel seu treball, entre ells el Premi Japó el 2009.